# 冬云
冬云（1970年—），内蒙古锡林浩特市人，蒙古族，中华人民共和国政治人物、第十二届全国人民代表大会内蒙古地区代表。
毕业于内蒙古师范大学音乐教育专业，加入九三学社。2013年，被选为全国人大代表。